# Rio Nobres
O rio Nobres é um curso de água no estado de Mato Grosso, Brasil. O rio nasce em um local entre as cidades de Nobres, Diamantino e Alto Paraguai. O curso de água percorre a cidade de Nobres e deságua no rio Cuiabá.